# Státní znak Norska
Státní znak Norska má dvě verze (stejně jako státní znak Dánska) a to znak malý (státní) a velký (královský). Malý znak reprezentuje celé Norsko a je používán jako jeho národní znak. Velký resp. královský znak je spíš používán jako znak královské rodiny. Znak Norska patří k nejstarším v Evropě.

## Verze znaku

### Státní znak
Norský státní znak tvoří na červeném trojúhelníkovém štítu zlatý korunovaný lev ve skoku, držící sekeru stejné barvy, se stříbrnou čepelí. Nad štítem je norská královská koruna. Tento štít je součástí královského znaku. Magnus III. zvaný "Bosý" (1093–1103) byl prvním králem, který používal jako znak lva na své standartě. Král Haakon IV. nazývaný Starý (1217–1263) dal položit lva na červený štít a tím dal vzniknout současnému znaku. V roce 1280 za vlády krále Erika II. byla lvu přidána koruna a sekera (stříbrná), od té doby již znak podstoupil jen kosmetické změny.
Norský popis: 
"Ei upprett gull-løve på raud grunn med gullkrone på hovudet og gullskjeft sylvøks i framlabbane".

### Královský znak

Norský Královský znak

Královský znak je používán jako znak královské rodiny než jako znak státu. Jeho hlavní částí je štít se znakem Norska tj. zlatý lev korunovaný s nahrazenou sekerou na červeném poli. Kolem štítu je obtočen norský Řád svatého Olafa. Štít spolu s obtočeným řádem jsou položeny na hermelínový plášť jenž vychází k královské koruny jenž je na vrcholu. Podoba lva na královském znaku je stejná jako královská standarta a tudíž se nemění. 

## Historie
Norský znak (lev v červeném poli) patří k nejstarším znakům v Evropě. Magnus III. zvaný "Bosý" (1093–1103) byl prvním králem, který používal jako znak lva na své standartě. Král Haakon IV. nazývaný Starý (1217–1263) dal položit lva na červený štít a tím a dal vzniknout současnému znaku. V roce 1280 za vlády krále Erika II. byla lvu přidána koruna a sekera (stříbrná), od té doby již znak podstoupil jen kosmetické změny. Sekera má původ u norského krále, světce a hrdiny Sv. Olafa, jenž jí byl údajně zabit při bitvě u Stiklestadu v roce 1030.
Nejvýznamnější změny za zbývající existenci znaku byla změna tvaru sekery. V pozdním středověku se sekera postupně zvětšovala až do té míry, že se z ní stala halapartna (nebo se jí aspoň podobala). Rukojeť byla obvykle zakřivená tak, aby odpovídala tvaru štítu. Halapartna byla oficiálně zavržena a na znaku z roku 1844 již má lev opět kratší sekeru, tak jako na středověkém znaku, jak byl znak obnoven podle královského výnosu v roce 1844. V roce 1905 se královský a státní (úřední) znak nezávislého Norska opět mírně změnil. Tvar štítu byl obnoven tak jako byl původní středověký tj. gotický a lev se napřímil. Takto je znak používán dodnes. 

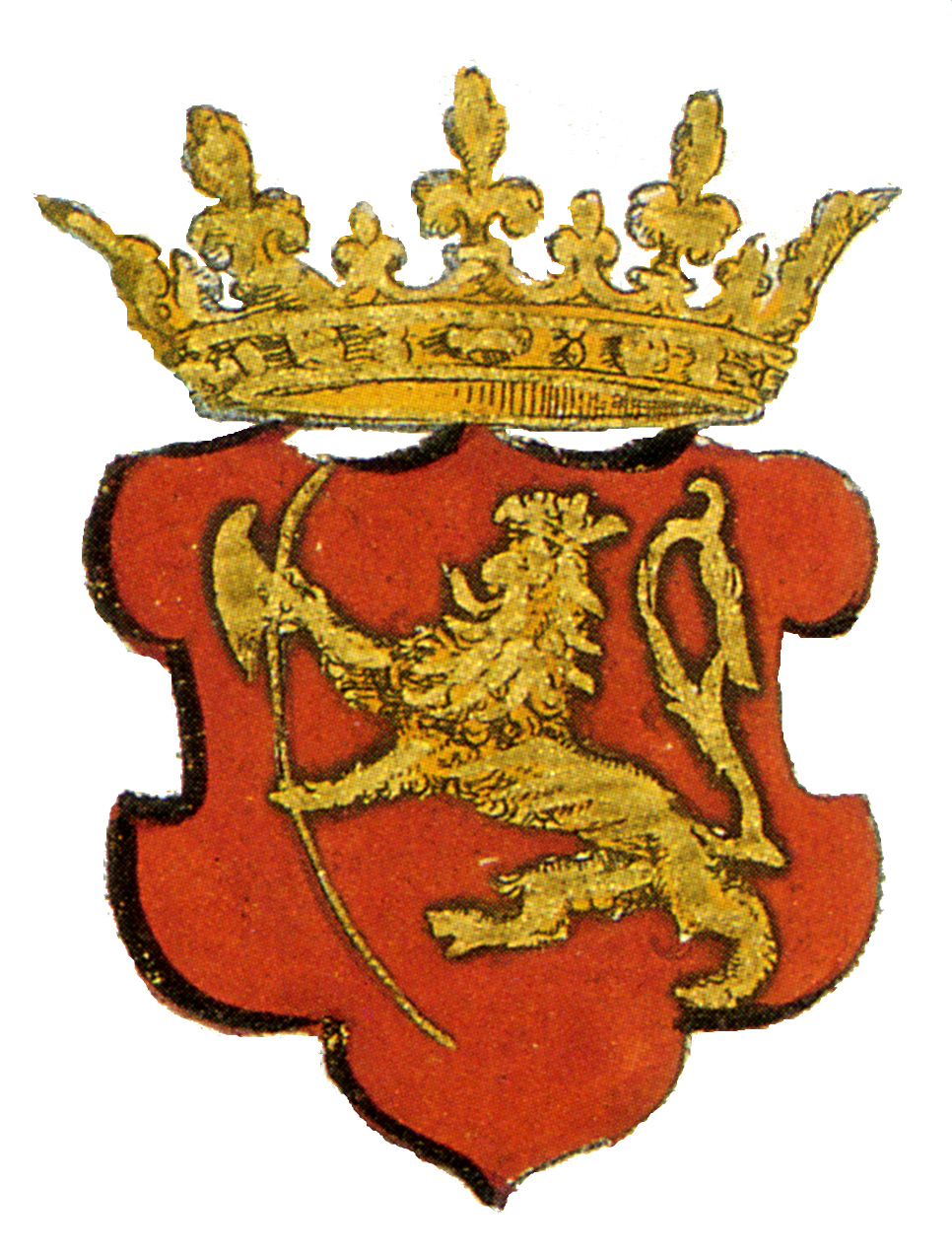
Norský znak (1580)
Znak z roku 1733
Norský znak (žlutý lev) na dánském znaku za krále Frederika II.
Vládní znak z roku 1844
Znak Švédsko-Norské unie, Norsko je zastoupeno lvem
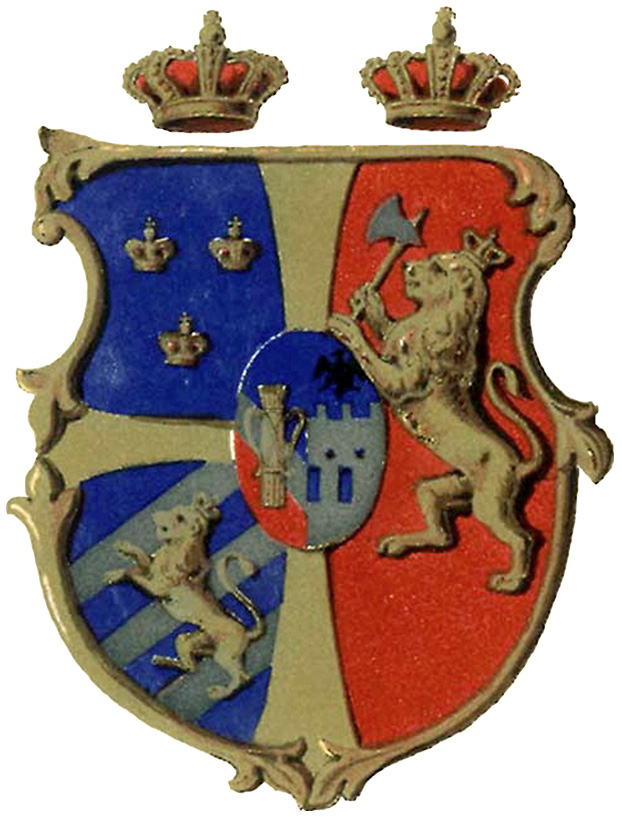
Tentýž znak v "malém" provedení
Norský státní znak, jak je používán od roku 1905
Graficky méně propracovaná verze znaku